# Хауген, Турмуд
Ту́рмуд Ха́уген (норв. Tormod Haugen; 12 мая 1945, Трюсиль, Хедмарк, Норвегия — 18 октября 2008, Осло, Норвегия) — норвежский детский писатель и переводчик.

## Биография
Турмуд Хауген родился и вырос в небольшой деревне Трюсиль в губернии Хедмарк в Норвегии. Окончил факультет сравнительного литературоведения и истории искусств университета Осло, после чего в 1971—1973 годах работал в музее Мунка. Как писатель дебютировал в 1973 году книгой Ikke som i fjor («Не так, как в прошлом году»), после чего стал регулярно публиковаться, став одним из наиболее известных детских писателей Скандинавии.
Основная тема произведений Хаугена — психология ребёнка, главное в его книгах — внутренний мир и эмоции детей. Хауген пишет о детях и взрослых, мечтающих об обществе, где можно доверять друг другу и развивать свои способности. Герои его книг, как правило, попадают в сложные жизненные ситуации, переживая такие эмоции, как страх, неуверенность, отверженность и подавленность. Дети — персонажи произведений Хаугена — чувствуют невысказанное, видят фальшь, хоть и не всегда понимают её причины. Книги Хаугена написаны простым языком и легко читаются, но их ценность не в том, что можно прямо выразить словами, а в том, что не лежит на поверхности. В произведениях Хаугена есть загадки, тайны, секреты — всё, как в мире детей.
Произведения Хаугена переведены на 24 языка и издавались в 26 странах мира. Также Хауген был талантливым переводчиком, в числе его переводов на норвежский — «Хроники Нарнии» К. С. Льюиса.
На русском языке в 1997 году опубликованы его повести «Исчезнувший день», «Белый замок», «Семь царских камней», а в 2007 году в издательстве «Самокат» вышла самая знаменитая его повесть «Ночные птицы» в переводе Л. Горлиной.
Турмуд Хауген был удостоен ряда престижных литературных премий, в том числе премии Ассоциации школьных библиотек Севера (1986 год), «малой Нобелевской» — премии имени Х. К. Андерсена (1990 год). В 1984 году он стал первым детским писателем, который номинировался на Литературную премию Северного Совета. Также номинировался на премию Норвежского союза книготорговцев в 1997 году и премию памяти Астрид Линдгрен в 2005 году.

## Награды
- 1975 — Премия Министерства культуры Норвегии «За детскую и юношескую литературу» в номинации «За литературу» за книгу «Ночные птицы» (норв. Nattfuglene).
- 1976 — Премия Министерства культуры Норвегии «За детскую и юношескую литературу» в номинации «За литературу» за книгу «Zeppelin».
- 1979 — Литературная премия Ассоциации норвежских критиков в номинации «За лучшую книгу для детей и юношества» за книгу «Joakim».
- 1979 — Немецкая премия за детскую литературу[нем.].
- 1979 — Премия Министерства культуры Норвегии «За детскую и юношескую литературу» в номинации «За перевод» за перевод c английского языка книги Клайва Стейплза Льюиса «Лев, колдунья и платяной шкаф» (англ. The Lion, the Witch and the Wardrobe, норв. Løven, heksa og klesskapet).
- 1980 — Премия издательства «Гильдендаль»[англ.].
- 1987 — Премия Министерства культуры Норвегии «За детскую и юношескую литературу» в номинации «За перевод» за перевод c английского языка книги Патрисии Маклахлан Sarah, Plain and Tall (норв. En mor til sommeren).
- 1988 — Премия Баста по детской литературе Норвежской ассоциации переводчиков.
- 1989 — Премия Министерства культуры Норвегии «За детскую и юношескую литературу» в номинации «За литературу» за книгу Skriket fra jungelen.
- 1990 — Премия имени Х. К. Андерсена.